# Institut für Angewandte Trainingswissenschaft

Logo

Das 1992 gegründete Institut für Angewandte Trainingswissenschaft (IAT) ist ein zentrales Forschungsinstitut des deutschen Spitzen- und Nachwuchsleistungssports mit Sitz in Leipzig. Rund 140 Mediziner, Biomechaniker und Informatiker betreuen dort etwa 2000 Athleten aus 31 Sportarten (Stand Sommer 2024) und helfen diesen dabei, ihre Leistungspotentiale zu erkennen und auszuschöpfen.
Rechtlich wird das Institut für Angewandte Trainingswissenschaft gemeinsam mit dem Institut für Forschung und Entwicklung von Sportgeräten (FES) in Berlin durch den gemeinsamen Trägerverein IAT/FES des Deutschen Olympischen Sportbunds (DOSB) vertreten.
Dem Trägerverein gehören 24 Spitzenverbände, sechs Landessportbünde, die Trainerakademie Köln sowie der DOSB an. Das IAT arbeitet darüber hinaus mit den Olympiastützpunkten, dem Bundesinstitut für Sportwissenschaft und verschiedenen universitären sportwissenschaftlichen Einrichtungen zusammen. Das IAT ist das einzige zentrale Forschungsinstitut des deutschen Spitzen- und Nachwuchsleistungssports.

## Geschichte
Das IAT ging aus dem Forschungsinstitut für Körperkultur und Sport (FKS) der DDR hervor. Im Art. 39 des Einigungsvertrages wurde festgelegt, dass der Spitzensport und seine Entwicklung auf dem Gebiet der ehemaligen DDR, soweit er erhaltenswert sei, weiter gefördert werden solle. Hierzu zählte auch das FKS, das in angemessener Form im vereinten Deutschland fortgeführt werden sollte. Das Bundesinnenministerium beauftragte im September 1990 das Bundesinstitut für Sportwissenschaft (BISp) mit der Ausarbeitung eines Strukturpapieres für das geplante IAT, nachdem sich das BISp zuvor gegen eine Erhaltung des FKS ausgesprochen hatte. Mehrere Mitglieder des FKS wurden öffentlich beschuldigt, zu DDR-Zeiten in die Arbeit der Stasi und in Dopingpraktiken verwickelt gewesen zu sein. Angesichts dieser Anschuldigungen blieben die Vertreter des Freistaats Sachsen sowie der sich im Aufbau befindenden Fakultät für Sportwissenschaft der Universität Leipzig der Gründungsveranstaltung des IAT am 16. März 1992 fern. Sportwissenschaftler Reinhard Daugs, der der IAT-Berufungskommission angehörte, äußerte diesbezüglich später, dies sei „keine Sternstunde und keine gute Zeit der deutschen Sportwissenschaft“ gewesen.
Der Verein „Institut für Angewandte Trainingswissenschaft e. V.“ wurde am 16. November 1991 gegründet, das IAT begann am 1. Januar 1992 mit seiner Arbeit. Nach Einschätzung des ehemaligen IAT-Direktors Arndt Pfützner konnte das IAT bei seiner Gründung „auf langjährige, in der Leistungssportforschung erfahrene Mitarbeiterinnen und Mitarbeiter zurückgreifen und auch eine materiell-technische Basis nutzen, die zu diesem Zeitpunkt das einzigartige Know-how für die Lösung dieser Aufgaben darstellte.“ Nach Angaben des Instituts kommen insbesondere den Partnerschaften mit dem FES, der Trainerakademie Köln, den Olympiastützpunkten, dem Bundesinstitut für Sportwissenschaft sowie sportwissenschaftlichen Einrichtungen (unter anderem an Universitäten) eine besondere Bedeutung zu.
Erster Präsident des IAT nach der Gründung wurde ab dem 1. April 1992 Dietrich Martin, der bis zu seinem Tod am 2. Mai 2000 im Amt blieb. In den Jahren 1993 und 1994 wurde die Zahl der Institutsmitarbeiter in Folge von Mittelkürzungen von 124 zunächst auf 105, dann auf 82 verringert. Am 1. September 1994 wurde die erste Ausgabe der „Zeitschrift für Angewandte Trainingswissenschaft“ veröffentlicht. 1996 kam es zu einer Zusammenlegung der Trägervereine von IAT und FES. Im August 1999 wurde eine Zusammenarbeitsvereinbarung mit der Universität Leipzig unterzeichnet. Nach Martins Tod führte Arndt Pfützner bis 2015 das Institut. Im Juni 2009 wurde eine Kooperationsvereinbarung mit der Deutschen Sporthochschule Köln geschlossen. Mit Stand März 2011 war die Zahl der IAT-Mitarbeiter auf 102 gewachsen. Im April 2015 wurde Ulf Tippelt Nachfolger Pfützners und führte das Institut bis Juni 2023.

## Aufgaben und Organisation
Aufgabe ist die begleitende Trainings- und Wettkampfforschung im deutschen Leistungssport mit dem Ziel, die jeweiligen Leistungspotenziale deutscher Spitzensportler zu erkennen und auszuschöpfen. Dietrich Martin und Jürgen Krug beschrieben den Hauptwirkungsbereich des IAT in einem im Frühjahr 1992 in der Zeitschrift Leistungssport veröffentlichten Artikel „in der Verbindung von trainingswissenschaftlichen Erkenntnissen und optimaler Umsetzung vorhandener Erkenntnisse in der Trainingspraxis“. Es sei „die praktische Verwertbarkeit wissenschaftlicher Forschungsergebnisse“, die die Arbeit des IAT bestimme und seine Philosophie ausmache, äußerte der damalige Präsident des Deutschen Sportbundes, Manfred von Richthofen, anlässlich des zehnjährigen Jubiläums des Instituts.
Mit Stand 2015 betreute das Institut 1.500 deutsche Spitzensportler und aus 18 Sommer- und sechs Wintersportarten. Basis der Zusammenarbeit sind längerfristige Kooperationsvereinbarungen mit den jeweiligen Spitzenverbänden. Das IAT gibt Trainingsempfehlungen sowie sportmedizinische Gesundheits- und Therapieempfehlungen. Darüber hinaus entwickelt das Institut Mess- und Informationssysteme und sorgt für deren praktische Anwendung. Forschung am IAT betreiben Trainingswissenschaftler, Sozialwissenschaftler, Sportmediziner, Ingenieure, Informations- und Kommunikationswissenschaft und Informatiker.
Das Institut pflegt verschiedene Datenbanken (SPONET mit dem individualisierten Fachinformationsservice SPRINT, SPOWiS, Zweitschrift Theorie und Praxis Leistungssport, Wasserspringen, Gewichtheben, Triathlon) und veröffentlicht die Zeitschrift für Angewandte Trainingswissenschaft u. a. mit Olympiaanalysen, die in einem Volltextarchiv auf der Homepage des IAT angeboten wird.
Das Institut umfasst folgende Fachbereiche:
- die drei trainingswissenschaftlichen Bereiche für
  - Ausdauer (Kanu, Lauf/Gehen, Radsport, Rudern, Schwimmen, Triathlon, Biathlon, Eisschnelllauf, Skilanglauf)
  - Kraft-Technik (Gerätturnen, Gewichtheben, Wurf/Stoß/Mehrkampf, Wasserspringen, Eiskunstlauf, Skeleton, Skispringen/Nordische Kombination) und
  - Technik-Taktik (Badminton, Handball, Hockey, Volleyball, Boxen, Judo, Ringen)
- sowie die Fachbereiche
  - Sportmedizin (Sportmedizinische Ambulanz, Klinisch-Chemisches Labor, Anthropometrie, Sportkardiologie, Sportorthopädie, Funktionsdiagnostik)
  - MINT (Sportinformatik, Informations- u. Kommunikationstechnologien, Biomechanik, Messplatzentwicklung)
  - IKS (Trainingswissenschaftliche Fachinformation, Literaturdatenbanken, Länderanalysen, Wissenschaftliche Bibliothek)
  - Nachwuchsleistungssport (Karriereverläufe, individuelle Entwicklungsdokumentation, langfristiger Leistungsaufbau, Talentidentifikation und -entwicklung, Rahmentrainingskonzeptionen, Fördersysteme)